# Retablos colaterales de la Iglesia de la Santísima Trinidad (Orense)
Los retablos colaterales de la Iglesia de la Santísima Trinidad son dos obras realizadas por Francisco de Castro Canseco en 1700. Están ubicados en la Iglesia de la Santísima Trinidad de Orense (Galicia, España).

## Historia

### Iglesia
La Iglesia de la Santísima Trinidad fue fundada entre finales del siglo xii y comienzos del xiii junto al Hospital de la Trinidad, sanatorio de peregrinos levantado posiblemente por la presencia de aguas termales en la zona del cual se tienen noticias ya en el siglo xii. En los siglos xv y xvi el templo experimentó importantes reformas propiciadas por el abad Ochoa de Espinosa, apoderado a su vez del abad comendatario del Monasterio de Santa María la Real de Osera Bernardino de Bibiena, siendo la lauda sepulcral de Espinosa, hoy en el Museo Arqueológico Provincial de Orense, hallada en la sacristía en 1899.: 235–262  De la época de estas reformas data el retablo mayor, mientras que los retablos colaterales están fechados en un periodo posterior.

### Retablos

#### Arquitectura
En 1997 José Hervella Vázquez dio a conocer un documento relativo a la obra de estos dos retablos, hasta entonces de autoría desconocida. Esta escritura, contenida en el folio 2 y siguientes del protocolo de Antonio de Nóvoa correspondiente al año 1700, guardado en el Archivo Diocesano de Orense, permite determinar no solo su paternidad y año de ejecución sino también el precio pagado al escultor:

[…] En el Campo del Outeiro, extramuros de la ciudad de Orense, a veinte días del mes de junio del año de mil y setecientos, ante mí […] pareció presente Manuel de la Torre, mercader, vecino de la dicha ciudad y dijo que por cuanto de orden del ordinario de dicha ciudad y su obispado Antonio Pérez, escribano del número y audiencia de ella como fabriquero que fue de la parroquia de la Santísima Trinidad de la referida ciudad, acompañado de algunos feligreses de ella hizo ajuste con Francisco de Castro, Maestro de Arquitectura residente al presente en la ciudad de Tuy, en que había de hacer para la dicha parroquia y iglesia dos colaterales, poniendo todos los maderamientos y haciéndolos de la planta y forma que se contrató entre las partes, obligándose a ello con la calidad de que por razón de ello le habían de dar trescientos ducados de vellón, cada uno de a once reales, a ciertos plazos.: 223 

En dicho documento se hace constar que ambos retablos estaban sin terminar, motivo por el que surgió un desagradable conflicto con un pago de 558 reales pendiente de abonar:

Y respecto de estar hechos y puestos en la iglesia y no faltarle más que tan solamente los florones y remates y estársele debiendo al dicho maestro procedido de dicha obra, quinientos y cincuenta y ocho reales de vellón, los cuales aunque fueron pedidos por dicho Francisco de Castro y en su nombre por el otorgante como poder […], no la han querido dar ni entregar hasta ahora a causa de no estar acabados de perfeccionar dichos colaterales a menos de que el otorgante se obligue a ello.: 223 

Finalmente, Canseco aceptaría un pago de 500 reales a cambio de terminar la obra en el mes de agosto, comprometiendo para ello la totalidad de sus bienes:

Y para que tenga efecto la dicha cobranza como también la obra, desde luego y por el tenor de la presente y en aquellos mejores modos, vía forma y manera que de derecho haya lugar, se obligó con su persona y bienes muebles y raíces habidos y por haber de que dándole por ahora quinientos reales de vellón cumplirá en todo y para todo el dicho maestro con lo estipulado y tratado y dará perfeccionados los dichos colaterales de los florones y remates y más que sea necesario para su fenescimiento y adorno según arte, para en todo el mes de agosto primero que viene de este año […] y la firmó de su nombre, de que fueron presentes por testigos Alonso García Viña, Antonio del Rodicio y Francisco Blasco, vecinos de la dicha ciudad.: 223 

Pese a que en la escritura consta que Canseco vivía en Tuy, es probable que realizase una parte de las labores de talla en Orense, habiendo residido en los años previos en Mellid y Celanova, localidad a la que se trasladó en 1695 para establecer allí su casa. En 1696 sería contratado para llevar a cabo obras de gran importancia en la Capilla del Santo Cristo de la Catedral de Orense, en cuya escritura consta que dichas obras se harían en Celanova, figurando en 1697 el pago del porte correspondiente con motivo del traslado de las piezas hasta la capital. A principios de 1699 firmó un contrato con representantes del cabildo de la Catedral de Tuy, donde aparece citado como «Maestro de Arquitectura vezino de la villa de Mellid», detalle que no impide que la obra tudense fuese elaborada, al menos en parte, en Celanova.: 243  Sin embargo, en 1700 se declara residente en Orense y compra la Granja de Souto Sanín, aforando en 1701 a Benito Antonio Méndez una casa en el Campo de la Pía de la Casca (actual plaza de las Mercedes), vivienda que reedificará y convertirá en su hogar y taller hasta su muerte en 1724.: 117  Sumado a lo anterior, se sabe que hacia 1700 «tenía el maestro Castro a su cargo la obra de una casa de la Capilla [del Santo Cristo] en 10 500 reales», destacando el hecho de que en noviembre de 1701 arrendó «por un año a Juan de León, mercader, una bodega en la Rúa de los Arcedianos». En base a esta información, José Manuel García Iglesias sitúa el taller del escultor en Celanova entre 1695 y 1700, lo que no imposibilita que oficiales relacionados con el maestro trabajasen en diferentes lugares siguiendo el curso de los encargos,: 244  por lo que la elaboración de los retablos colaterales de la Iglesia de la Santísima Trinidad se pudo haber desarrollado entre Celanova, Orense y Tuy, aunque lo más probable es que fuese en este último lugar donde se llevó a cabo la mayor parte del proceso escultórico puesto que, de acuerdo con la escritura, Canseco se encontraba residiendo allí cuando los retablos ya estaban casi terminados.

#### Policromía

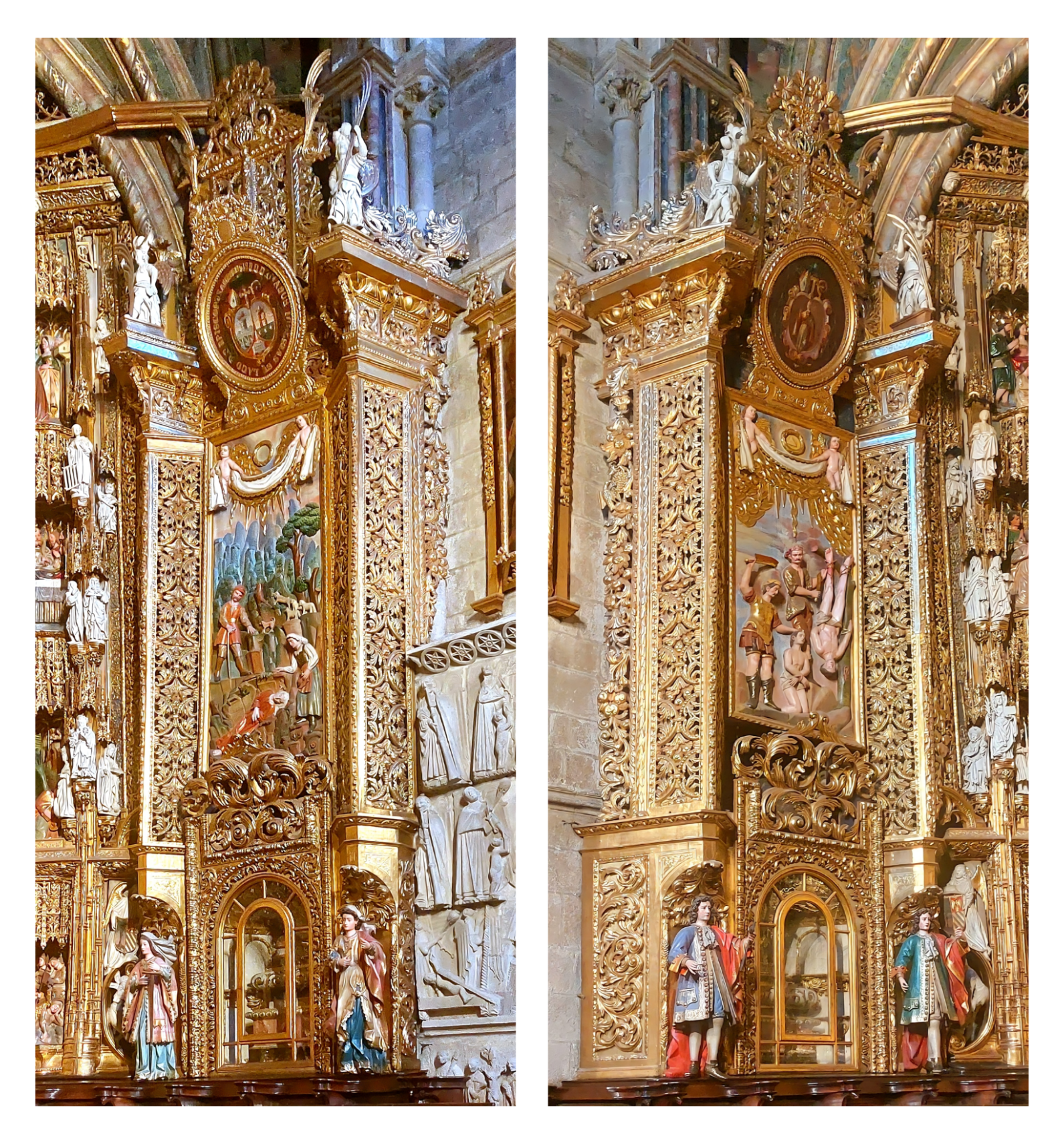
Retablos de Santa Eufemia y los santos Facundo y Primitivo (1716-1718), por Francisco de Castro Canseco. Catedral de Orense.

Pese a que la autoría de estos retablos se conoce gracias al documento hallado por Hervella, el artífice de la policromía permanece en el anonimato, aunque existe la posibilidad de que la misma fuese ejecutada por el pintor santiagués Pedro Fernández de Carballal, autor del dorado y policromado de al menos cuatro retablos facturados por Canseco para la catedral orensana: los dos retablos colaterales de la capilla mayor (dedicados respectivamente a Santa Eufemia y a los santos Facundo y Primitivo), el retablo de San Miguel y el retablo de la Resurrección. A mayores, es posible dilucidar a cuánto ascendió el coste de este proceso, el cual se podría estimar en unos 2000 reales para cada estructura puesto que esta es la suma que se pagó a Carballal por su labor en el retablo de la Resurrección,: 126  mientras que por el dorado y policromado del retablo de San Miguel percibió 2080 reales,: 118  si bien la pintura de ambos podría haber ascendido a unos 11 600 reales, suma pagada por la policromía de los dos retablos colaterales de la capilla mayor de la seo,: 111  aunque cabe destacar que estos últimos poseen un tamaño muy superior a los retablos colaterales de la Iglesia de la Santísima Trinidad, cuya pintura pudo costar una cifra significativamente superior al importe de la labor de talla, tal vez una cantidad cercana a los 5000 reales en base al coste de la talla del retablo de la Resurrección (1300 reales) y el precio de su policromía, o quizá una cifra levemente menor, en torno a 3200 reales si se comparan el valor de la policromía de los retablos de la capilla mayor de la catedral y el coste de su talla, la cual ascendió a 12 000 reales.

## Descripción
Ambos retablos, de estilo barroco, cuentan con idéntica forma y policromía, esta última coincidente con la del retablo mayor de la iglesia, obra plateresca fechada en el siglo xvi. Su estructura, destacada por su sencillez y distinta a la original (ya en 1997 Hervella denunció el deplorable estado de ambos, urgiendo una intervención inmediata para devolverles su forma primitiva),: 223  se compone de un cuerpo de una sola calle con predela. El cuerpo se halla presidido por una hornacina de medio punto con fondo policromado en lila enmarcada por molduras profusamente decoradas, sobre todo en las enjutas. A los lados resaltan dos pares de columnas salomónicas decoradas en el fuste con hojas y racimos de uvas, característica propia del estilo de Canseco; las columnas de los extremos sobresalen debido a que la planta del retablo es quebrada, destacando encima de los pilares unos capiteles de orden compuesto rematados por filetes y todo coronado por un grueso entablamento quebrado. Sobre el nicho se alza un rico relieve de corte vegetal coronado por un rostro infantil también en relieve, hallándose a modo de remate de la estructura una cruz trinitaria ornamentada con un resplandor. Respecto a la predela, esta alberga vistosas ménsulas de rocalla a modo de soporte de las columnas de los extremos, constituyendo el soporte de los pilares interiores unos sencillos netos con molduras del mismo tipo que las presentes bajo la hornacina. En lo tocante a la policromía, esta es de un tono verde oscuro realzado por el dorado de las molduras, muy similar a la del retablo del Santo Cristo de la Esperanza, obra del siglo xviii repolicromada a finales del siglo xix siguiendo los cánones del neoclásico, lo que prueba que la pintura hoy visible no es la original puesto que la misma no encaja con el estilo barroco, fácilmente distinguible por la profusión de los dorados y la intensidad de la gama cromática. Por último, en lo que atañe a la imaginería, la cual data de una fecha muy posterior a la de los retablos, el de la izquierda se halla presidido por una imagen de la Inmaculada Concepción y el de la derecha por una figura de San José, ambas carentes de valor artístico y facturada al menos la imagen mariana en los talleres de Olot, siendo esta figura idéntica a la ubicada en la capilla del Hospital Nuestra Señora del Cristal y coincidiendo a su vez la ubicación de la Inmaculada Concepción y San José con la distribución iconográfica presente en la capilla mayor de la Iglesia del Buen Jesús de Cebollino, cuyas imágenes proceden probablemente también de Olot.

## Galería de imágenes

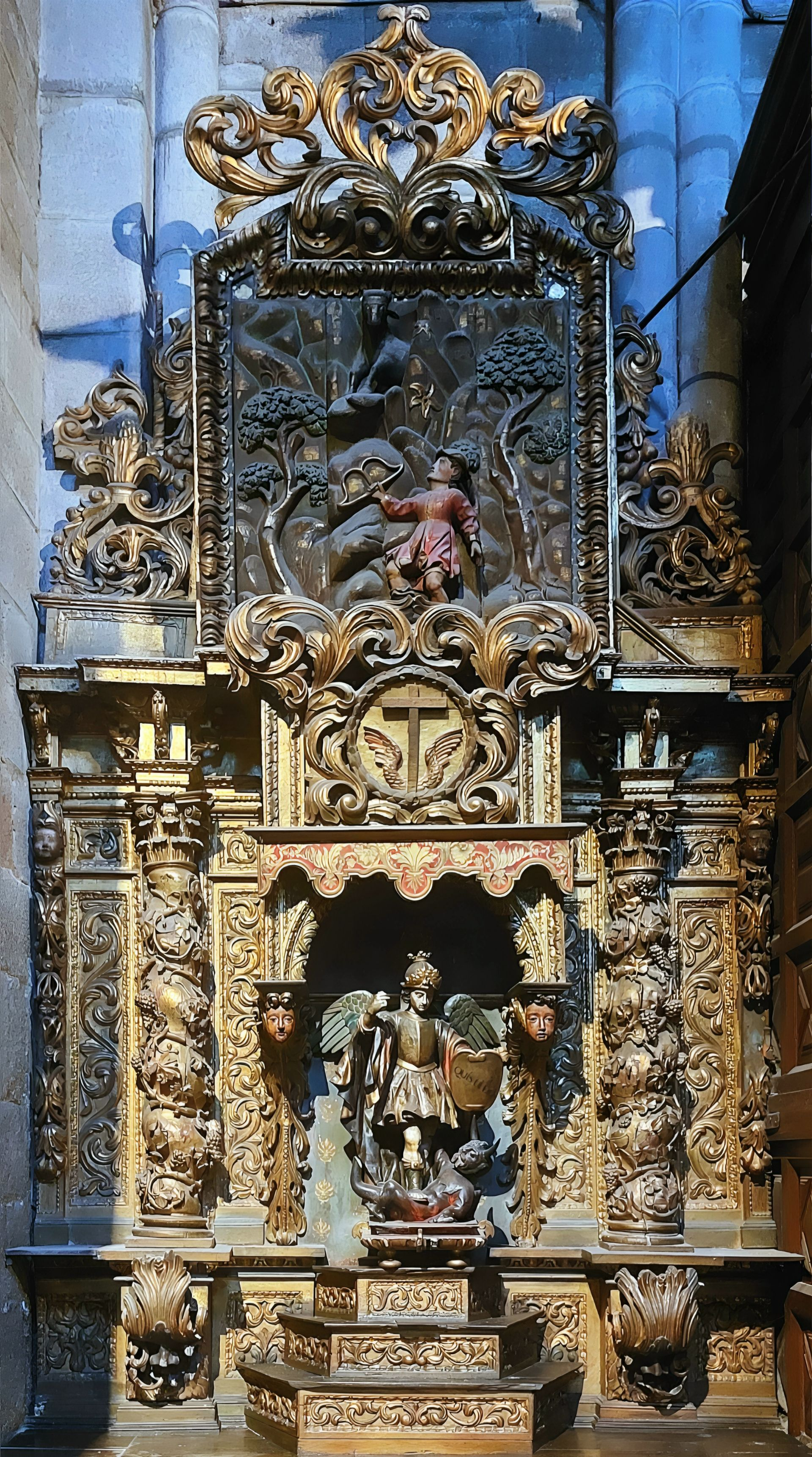
Retablo de San Miguel (1714), por Francisco de Castro Canseco. Catedral de Orense.
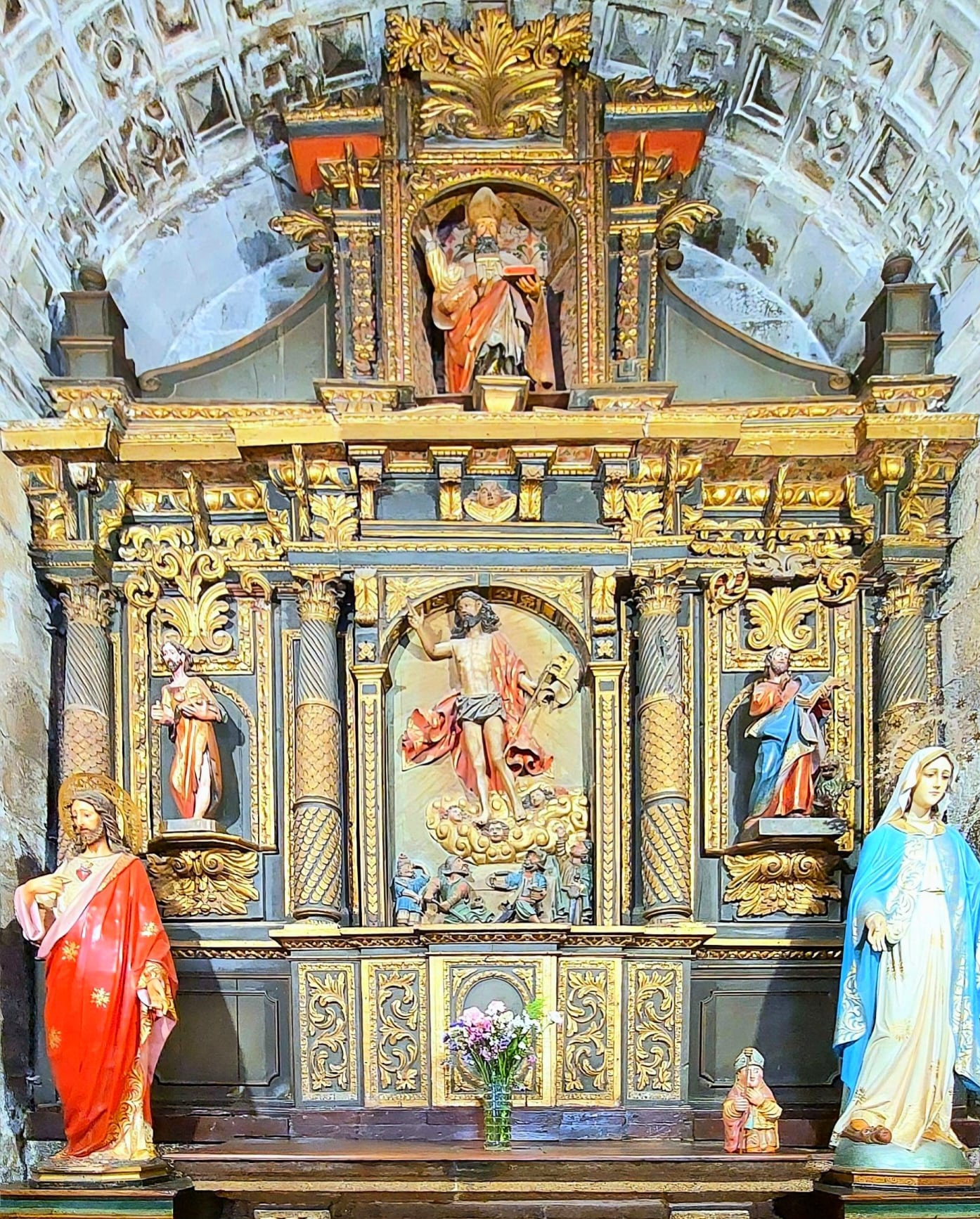
Retablo de la Resurrección (1718-1719), por Francisco de Castro Canseco. Catedral de Orense.
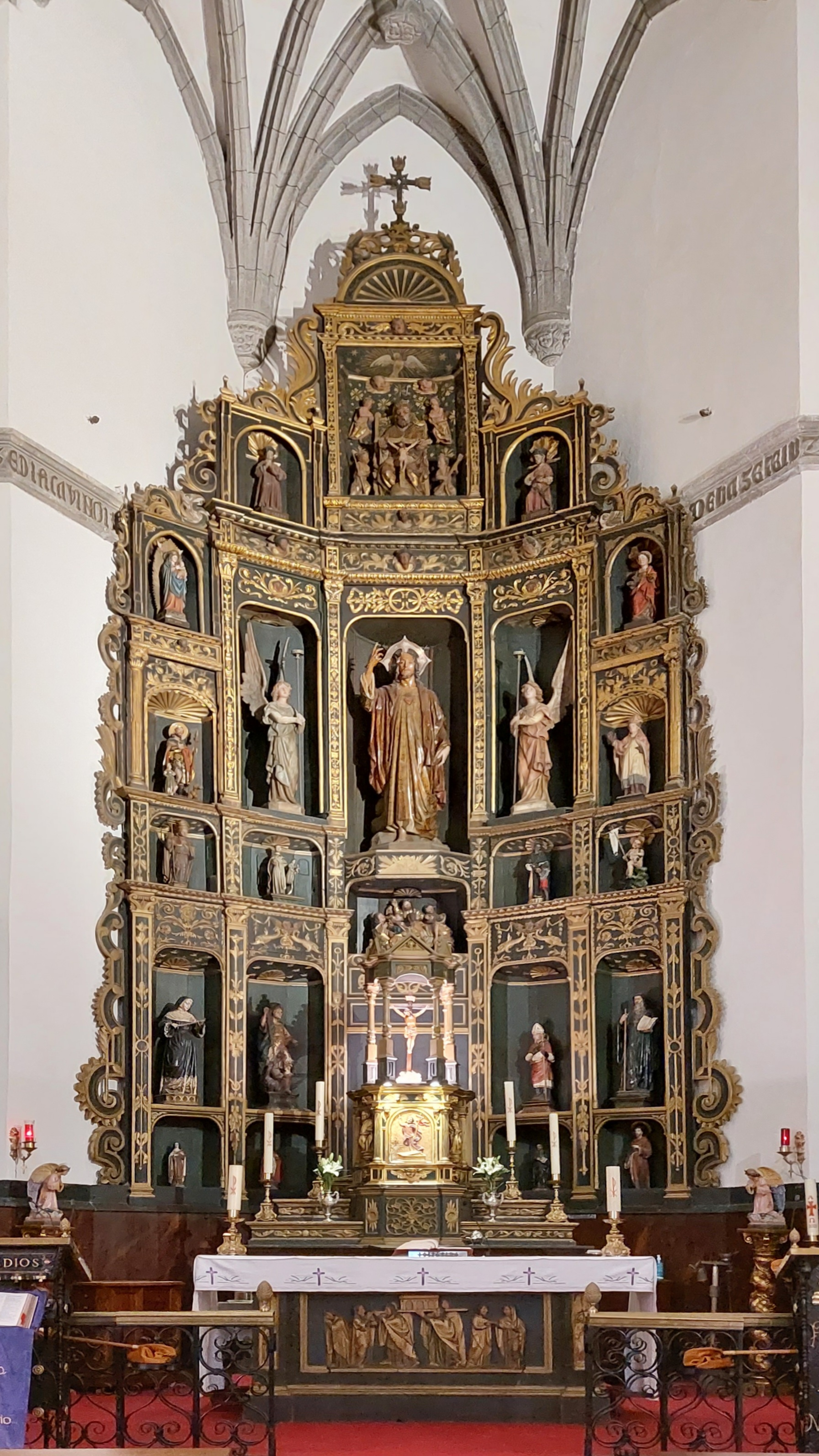
Retablo mayor de la Iglesia de la Santísima Trinidad (anónimo, siglo xvi).
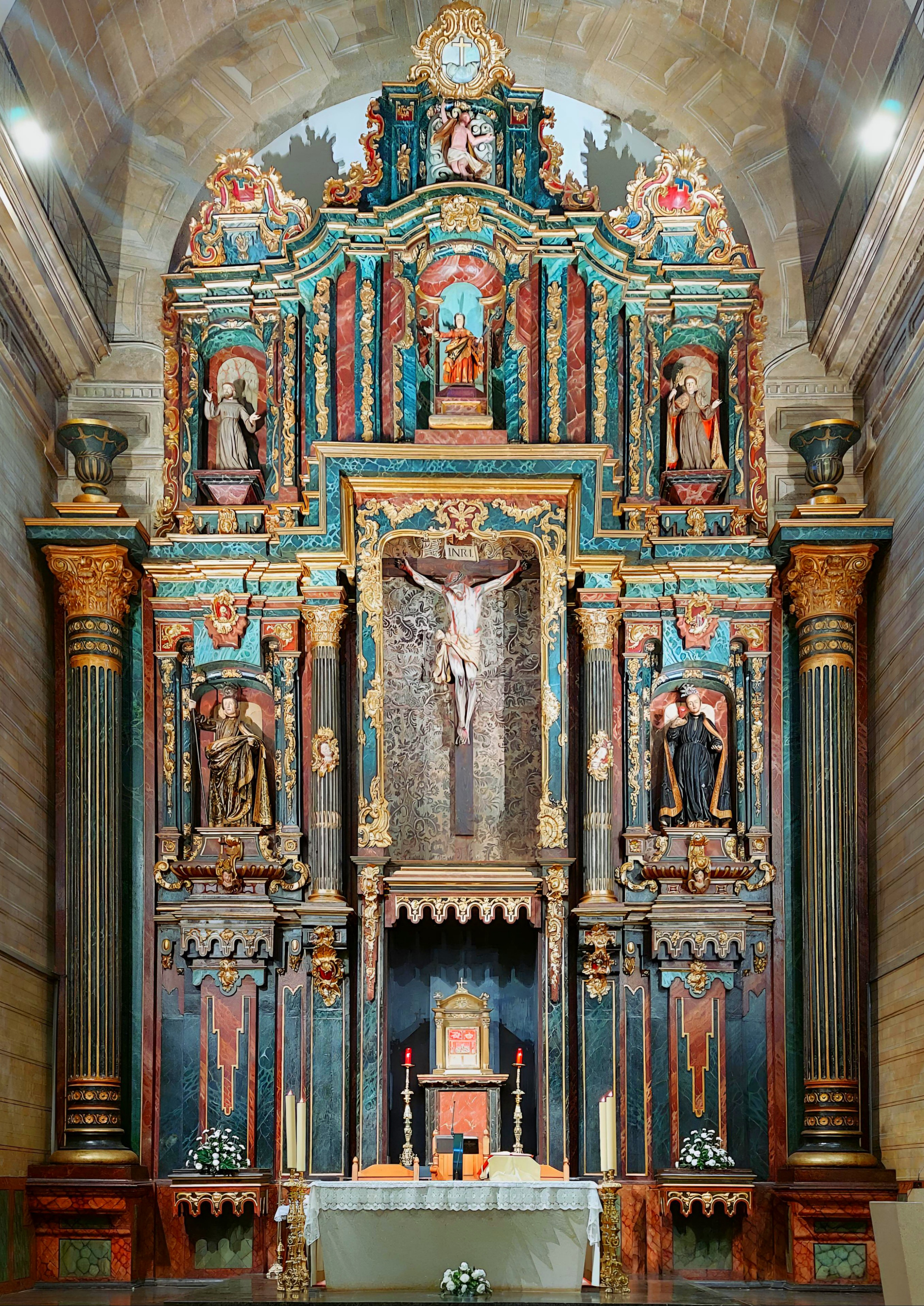
Retablo del Santo Cristo de la Esperanza (anónimo, 1770-1771). Iglesia de Santa Eufemia.
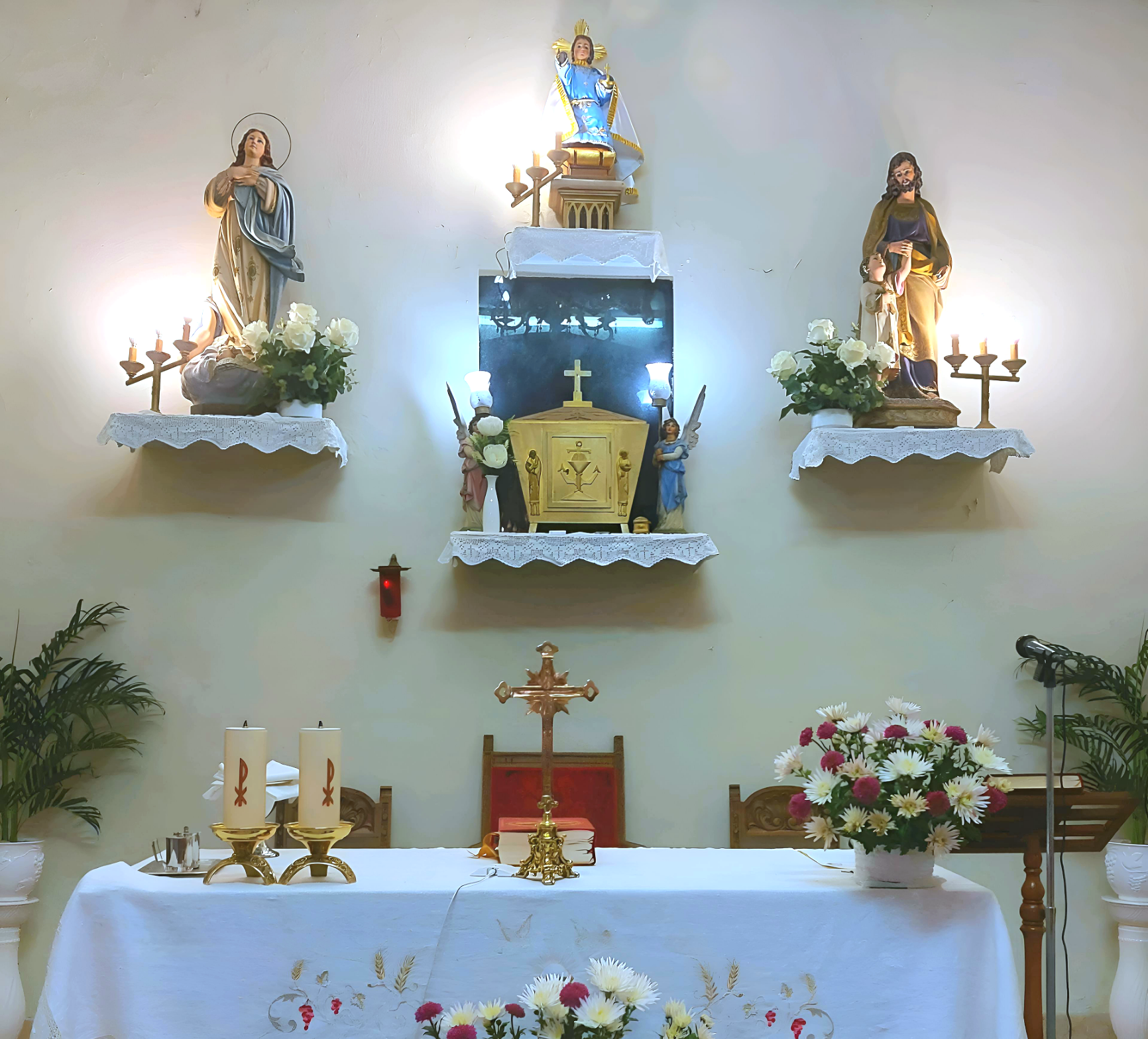
Capilla mayor de la Iglesia del Buen Jesús de Cebollino.
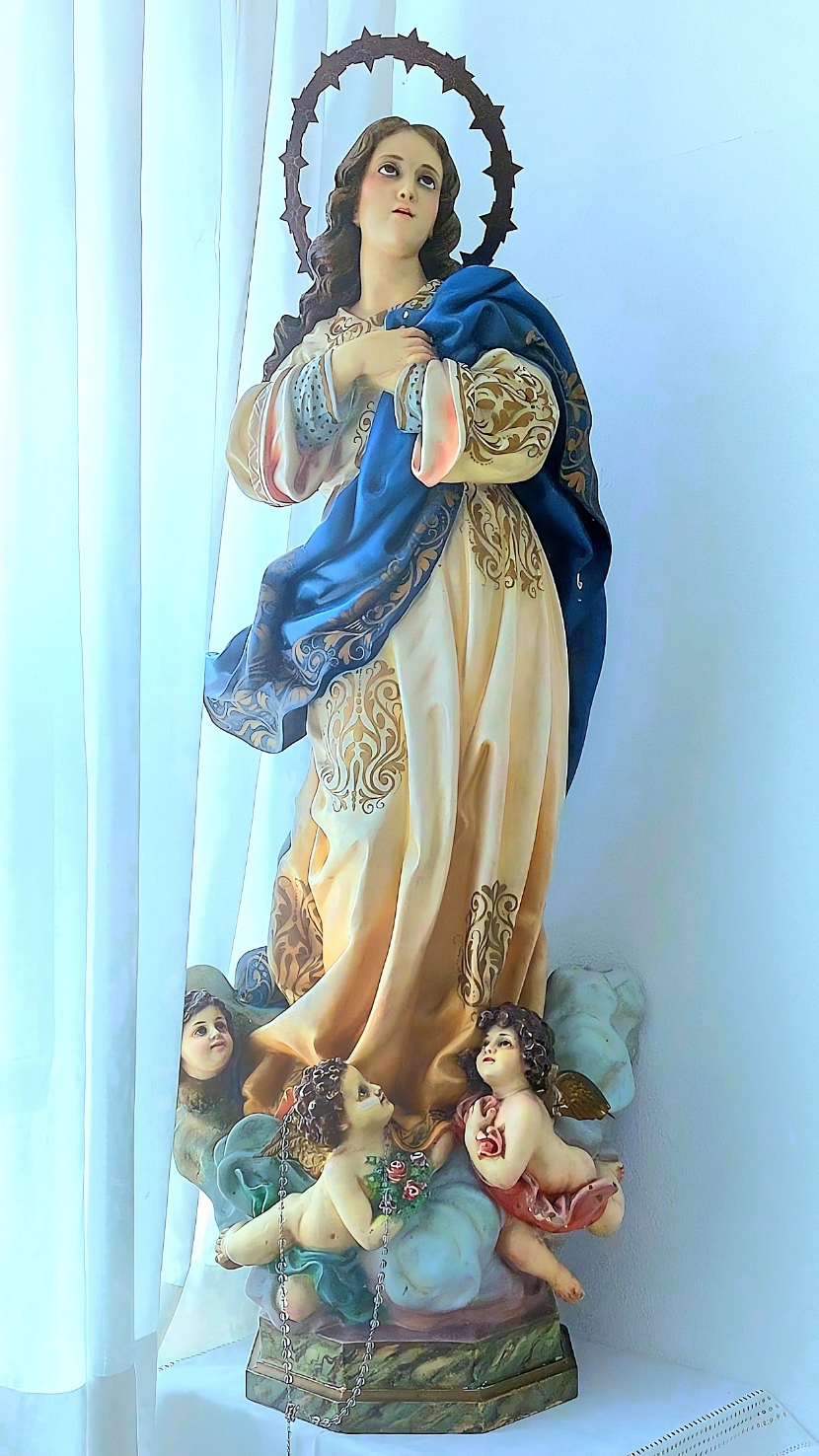
Inmaculada Concepción (talleres de Olot, siglo xx). Capilla del Hospital Nuestra Señora del Cristal.